# 어니스트 매이슨 사토우
어니스트 매이슨 사토우(Sir Ernest Mason Satow, 1843년 6월 30일~1929년 8월 26일)는 영국의 학자, 외교관이다.
영국공사관의 통역관, 주일공사, 주 청나라 공사를 역임했고, 영국에서 ‘일본학’의 토대를 마련했다. 일본 이름은 사토 아이노스케(또는 사쓰도 아이노스케)를 사용했다. 일본 체류는 1862년부터 1883년(일시 귀국 포함)까지였고, 주일 공사로 1895년에서 1900년까지를 합치면 총 25년이 된다.

## 생애
1843년 독일 동부 비스마르에 뿌리를 둔 소르브계 독일인(당시는 스웨덴 령이었기 때문에 출생 시 국적은 스웨덴) 아버지 데이비드와 영국인 어머니 마가렛(옛 메이슨)의 셋째 아들로 런던에서 태어났다. 사토들은 비 잉글랜드 성공회 계열로 루터교 종파의 독실한 집안이었다. 밀힐 스쿨에서 유니버시티 칼리지 런던에 진학해서, 로렌스 올리펀트의 저서 《엘긴 경의 일본 사절록》을 읽고 일본을 동경하였다. 1861년 영국 외무성(영사 부문)에 통역생으로 들어가 주일공사 러더퍼드 올콕의 의견에 따라 청나라 베이징에서 한자를 배웠다.

### 제1차 일본 주재
1862년 9월 8일(분큐 2년), 영국의 주일공사관 통역관으로 요코하마에 부임했다. 당초 공사 대리였던 존 닐은 사토우에게 사무 업무를 주었기 때문에 일본어를 제대로 배울 수 없었지만, 이내 오전 내내 일본어 학습에 집중할 수 있도록 허용했다. 이 때문에 당시 요코하마의 조오부츠지(成仏寺)에서 일본어를 가르치고 있던 미국인 선교사 새뮤얼 로빈스 브라운이나 의사 타카오요, 도쿠시마 번사 누마타 도라사부로에게서 일본어를 배웠다. 또한 공사관 의사였던 윌리엄 윌리스와 화가이자 통신원이었던 찰스 와그먼과 친분을 맺었다. 사토우가 일본에 온 직후 9월 14일 나마무기 사건이 발발했다. 나마무기 사건과 그 이전에 발생한 제2차 도젠지 사건의 배상 문제로 인해 닐은 막부와의 협상에 임했고, 사토우도 같이 참석을 하게 되었다. 그런데, 당시 사토우의 일본어 능력으로는 협상 통역을 할 실력에 미치지 못했고, 막부와 영국 공사관이 각각 네덜란드 통역을 통해 협상을 했다. 사토우가 처음으로 ‘일본어 통역’으로 일을 한 것은 1863년 6월 24일에 오가사와라 나가미치가 닐에게 보내는 편지(5월 10일부터 양이를 하겠다는 쇼군 도쿠가와 이에모치가 고메이 천황에게 약속했던 내용)를 번역한 것이었다.

### 사쓰에이 전쟁
1863년 8월 나마무기 사건과 제2차 도젠지 사건과 관련된 막부와의 협상이 타결된 이후 닐은 사쓰마번과의 교섭을 위해 오거 레오폴드 쿠퍼 제독과 7척으로 구성된 함대를 꾸려 스스로 가고시마로 향했다.

### 일본학에 기여
사토우는 일본의 역사, 문화, 언어에 깊은 관심을 가지고 연구를 진행했다. 그의 저서와 번역 작업은 영국 내 일본학의 기초를 마련하는 데 큰 기여를 했다. 특히, 그는 일본어-영어 번역가로서도 활동하며 양국 간의 문화 교류에 이바지했다. 사토우는 1872년 요코하마에서 설립된 일본 아시아학회(Asiatic Society of Japan)의 창립 회원 중 한 명이었다. 이 학회의 목적은 일본의 문화, 역사, 언어 등, 즉 일본학(Japanology)을 심도 있게 연구하는 것이었다. 그는 1870년대에 일본 아시아학회에서 여러 차례 학회에서 강연을 했으며, 학회지인 Transactions of the Asiatic Society에는 그의 논문들이 여러 편 실려 있다. 이 중에는 사쓰마의 조선 도공에 관한 논문도 포함되어 있다.

### 가족
호적상으로는 평생 독신이었으나 1871년부터 다케다 가네(武田兼)라는 일본인 여성과 내연 관계로 3명의 아이를 두었다. 특히 차남 다케다 히사요시(武田久吉)는 식물학자이자 등산가로 이름이 나있다.

## 같이 보기
- 요코하마 개항자료관
- 쇄국정책
- 서태후
- 조슈 5인